# Батанов, Абрам Иванович
Абра́м Ива́нович Бата́нов (22 августа 1865, Владимирский уезд, Владимирская губерния или Кишлеево, Собинский район — 4 ноября 1928) — русский рабочий ситценабивной и пунцовой фабрики Товарищества Зуевской мануфактуры И. Н. Зимина в селе Зуеве, крестьянин Владимирской губернии.

## Биография
Абрам Батанов родился 22 августа 1865 года в семье крестьян в Кишлеево Петроковской волости Владимирского уезда.
В 1877 году окончил школу на «отлично». Попечители хотели отправить его учиться в гимназию во Владимире. Помещик А. А. Сахаров пришёл сообщить родителям Абрама, что их сын как лучший ученик школы направится на учёбу в гимназию: «Будет ваш Абраша ходить в кителе с ясными пуговками». Мать была в восторге. А отец, Иван Тимофеев (1845—1882), резко заявил: «Не нужны нам эти ясны пуговки. Нам кормилец, работник нужен. У Абрама три малых сестрёнки, отец со слабым здоровьем, старые дед с бабкой и тётка. Не поедет он учиться», а затем развернулся и ушёл. Сахаров оторопел: «Как неловко получилось перед Павлом Ивановичем Танеевым [средний брат композитора Сергея Ивановича; столичный адвокат, помещик]. Павел Иванович уже всё устроил. Анна, повлияй на мужа». Однако Анна махнула рукой: «Бесполезно. Надо что-то другое надумать. Не переживай. Я сама извинюсь перед Павлом Ивановичем».
Через некоторое время Абрам и его дед Тимофей Григорьев отправились в село Зуево на фабрику промышленника Ивана Никитича Зимина. Абрам «был грамотным, обладал красивым почерком». Сначала его взяли на предприятие как «мальчика». Дедушка устроился хожалым. Им выделили отдельную каморку в казарме.
Вскоре Абрам Иванович стал кормильцем своей семьи. В 1882 году умер его отец, а через некоторое время умер и дед. Шесть женщин остались на попечении Абрама. Пришло время перераспределить землю в общине — женщинам земли не давали, выдали лишь на Абрама. Сёстры 1871 и 1873 годов рождения также поехали трудиться в Зуево, чтобы заработать на приданое. Позже в Зуеве успели поработать и старшие сыновья Абрама Ивановича. Старший сын Абрама Ивановича Сергей (1895—1965) пел в хоре, организованным сыном И. Н. Зимина Сергеем Ивановичем.
А. И. Батанов попал в список уполномоченных от рабочих Богородского уезда для выборов в Государственную Думу Российской империи IV созыва.
Абрам Иванович проработал на фабрике почти 43 года. Он много лет трудился браковщиком тканей, окрашенных в пурпурный цвет. Получил профессиональное заболевание при работе с вредными красителями. Отмечается, что Абрам Иванович много читал, пользовался уважением руководства и рабочих.
После того, как Абрам Батанов серьёзно заболел, 1 апреля 1920 года он уволился с фабрики с должности смотрителя. Предприятие тогда уже носило название «Пролетарская диктатура». А. И. Батанов вернулся домой в деревню, был избран одним из первых глав Кишлеевского сельского совета.
До самой смерти активно принимал участие в собраниях прихожан Успенской церкви Кишлеева. В 1927 году проходил лечение в Москве — был госпитализирован в Басманную больницу. Скончался 4 ноября 1928 года.